# Heinrich-Heine-Gymnasium (Kaiserslautern)
Das Heinrich-Heine-Gymnasium in Kaiserslautern in Trägerschaft des Landes Rheinland-Pfalz zeichnet sich durch seine zahlreichen Spezialisierungen aus. Die Schule ist eine Eliteschule des Sports sowie eine Eliteschule des Fußballs, eine Schule für Hochbegabtenförderung/Internationale Schule, ein Aufbaugymnasium, sowie ein Gymnasium mit Sportklassen und Internat.

## Geschichte
Die Schule wurde am 28. November 1947 eröffnet, 1956 wurde sie zum staatlichen Aufbaugymnasium bestimmt, 1976 wurde die Schule zum Staatlichen Heinrich-Heine-Gymnasium (HHG). Seitdem steht auch die Förderung in Sportklassen im Vordergrund. Im Schuljahr 2003/04 wurde zudem der Hochbegabtenzweig eröffnet, 2008 zertifizierte der Deutsche Fußball-Bund (DFB) das HHG als Eliteschule des Fußballs. Das HHG ist Netzwerkschule der Rheinland-Pfälzischen Technischen Universität (RPTU). Das Heinrich-Heine-Gymnasium bietet in vier modernen Internatsgebäuden knapp 200 Internatsplätze, aufgrund der ausgezeichneten Bedingungen dient es auch als offizielles Vereinsinternat des 1. FC Kaiserslautern.
Die Schule umfasst insgesamt vier Schularten:
- ein normales Gymnasium mit Einstieg in Klasse 5
- ein Aufbaugymnasium (eines von vier Aufbaugymnasien in Rheinland-Pfalz).
- ein Sportgymnasium, das internationale Erfolge aufzuweisen hat. Im Oktober 1998 wurde das Gymnasium zu einer Eliteschule des Sports ernannt. Damit wird die Schule durch den Deutschen Sportbund, den Landessportbund, die Sporthilfe Rheinland-Pfalz und die einzelnen Verbände gefördert, allen voran dem DFB.
- einen Hochbegabtenzweig, der als Ganztagsschule geführt wird und eng mit der benachbarten RPTU am Campus Kaiserslautern sowie weiteren Forschungseinrichtungen wie den Fraunhofer-Instituten zusammenarbeitet.

Das HHG wird zurzeit von rund 850 Schülern besucht. Es unterrichten dort 80 Lehrkräfte und 50 weitere Mitarbeiter. Der Schulträger ist das Land Rheinland-Pfalz. Unterricht findet zwischen Montag und Freitag statt. Schüler, die als Auswärtige das Gymnasium besuchen, finden Wohnmöglichkeiten im an der Schule angeschlossenen Internat (vier Häuser, 15 Erzieher). Zur Verköstigung wurde in der Schule eine Mensa eingerichtet, die 2013 renoviert wurde. Schüler des Einzugsbereichs besuchen die Schule als Teilinternat, was die Verköstigung und die für alle angebotene Hausaufgabenbetreuung am Nachmittag mit einschließt. Zur Unterstützung der Schule wurde 1969 ein Förderverein gegründet, der das Gymnasium in schulischen und sportlichen Belangen fördert.

## Sportzweig
Der Sportzweig umfasst zurzeit etwa 344 Schüler (Stand: 2008). Seit 1978 werden junge Leistungssportler am Heinrich-Heine-Gymnasium gefördert. Durch intensives Training bis zu zweimal täglich in den Sportarten Badminton, Judo, Radsport, Tennis und Fußball werden die Schüler an den Hochleistungssport herangeführt und am Gymnasium schulisch betreut. Mittlerweile besuchen auch Sportler anderer Sportarten das HHG und genießen eine „Grundförderung“. Die Betreuung findet durch so genannte Lehrer- und Erziehertrainer statt. Dies sind Lehrer, die in ihrer Unterrichtszeit jeweils den Schwerpunkt auf die schulische und sportliche Ausbildung legen. Ergänzt werden sie durch Honorartrainer der Sportfachverbände. Im Rahmen der Initiative Jugend trainiert für Olympia wurden mehrfach Schülermannschaften des Gymnasiums durch das Bildungsministerium ausgezeichnet. 2006 erzielte das Team „Badminton gemischte Mannschaften Wettkampf III“ den Bundessieg, die Teams „Tennis Mädchen Wettkampf III“ und „Tennis Jungen Wettkampf III“ erreichten den zweiten Platz. 2004 erreichte die Mädchenmannschaft der Schule in Luxemburg einen dritten Platz im Badminton bei den ISF-Schulweltmeisterschaften.

## Judo
Judo ist eine der Fördersportarten am HHG. Mit vier Trainern an der Spitze und circa 40 Athleten wird ein erfolgreiches Team trainiert. Trainer sind Stephan Hahn (ehemaliger Schüler des HHG, Beauftragter im Judoverband Pfalz), Uli Scherbaum (Lehrertrainer am HHG, Landestrainer U20 Judoverband Pfalz), Hannah Ertel (Honorartrainerin, erfolgreiche Kämpferin), Sergio Oliveira (Cheftrainer aus Brasilien, erfolgreicher Judoka). Des Weiteren feierte die Judogruppe der Schule im Jahr 2009 ihr bestes Jahr seit ihrer Gründung, es wurden mehrere Medaillen bei den deutschen Meisterschaften erzielt (3 × Gold, 1 × Silber, 2 × Bronze). Auch an vielen anderen internationalen Wettkämpfen konnte das Team erfolgreich teilnehmen. Der Höhepunkt war die WM-Bronzemedaille von Natalia Kubin. Auch im Jahr 2010 konnte die Judogruppe weitere Erfolge auf ihrem Konto verbuchen: zwei deutsche Meistertitel durch Jasmin Külbs und Alexander Wieczerzak, DM-Silber bei den Frauen durch Jasmin Külbs und mehrere IJF- und EJU-Turniererfolge, sowie die Silbermedaille bei den 1. Olympischen Jugendspielen 2010 in Singapur durch Natalia Kubin waren der Erfolg des harten Trainings. Ein weiterer Höhepunkt war die WM-Nominierung von Alexander Wieczerzak und Jasmin Külbs. Bei der U20-WM 2010 in Sgadir gelang dann die beste Leistung der Trainingsgruppe. Während Jasmin Külbs nach einem Sieg und einer Niederlage ausschied, holte sich Alexander Wieczerzak im rein deutschen Finale den WM-Titel.

## Aufbaugymnasium
Das Aufbaugymnasium richtet sich an die Jahrgangsstufen 10 bis einschließlich 13. Damit wird Abgängern aus Haupt- und Realschulen die Möglichkeit eröffnet, die allgemeine Hochschulreife zu erwerben. In die Eingangsklasse 10 können Schüler nach Beendigung der 9. Jahrgangsstufe einer Hauptschule mit einer Empfehlung der Klassenkonferenz eintreten. Realschülern ist es möglich, der Eingangsklasse 11 des Aufbaugymnasiums beizutreten.

## Hochbegabtenförderung
Zu Beginn des Schuljahres 2003/04 wurde am Heinrich-Heine-Gymnasium die „Schule für Hochbegabtenförderung/Internationale Schule“ als einzügiger Zweig mit jährlich maximal 23 Schülern eingeführt. Zur Aufnahme in die 5. Klasse muss ein gemeinsames Testwochenende absolviert werden. Eine Voraussetzung für die jährlich ca. 65 Bewerber ist ein IQ-Test, mit einem ungefähren IQ größer 130, sowie ein Aufnahmewochenende bei dem die Schüler während einer Übernachtung in der Schule von Lehrkräften beurteilt werden. Ziel ist die Allgemeine Hochschulreife durch das deutsche Abitur.
Ein Teil der Schüler lebt gemeinsam mit Schülern der Regelschule, des Sportzweigs und des Aufbaugymnasiums im Internat.
Die Rahmenvoraussetzungen zur Erreichung der Ziele an der „Schule für Hochbegabtenförderung/Internationale Schule“ sind:
- Das Ganztagsschulmodell als durchgängiges Unterrichtsprinzip von Klasse 5 bis 10: an vier Schultagen findet Unterricht von 7:55 bis 16:15 Uhr statt; freitags endet der Unterricht um 12:55 Uhr. Während der Mittagspause können die Schülerinnen und Schüler in der schuleigenen Mensa gemeinsam essen. Die Förderung geschieht durch Enrichment (vergrößertes Angebot mit Pflicht zur Auswahl aus diesem Angebot) als Ganztagsschule. Das Additum erstreckt sich über zwei Schulstunden. Dabei ist unter verschiedenen Angeboten wählbar.
- Ein Sprachenangebot nach dem Prinzip bilingualer Gymnasien ab Klasse 5 sowie Sachfachunterricht in englischer Sprache ab Klasse 6. (Sachfächer sind gemeinschaftskundliche und naturwissenschaftliche Fächer.) Französisch als zweite verpflichtende Fremdsprache ab Klasse 6.
- Es werden naturwissenschaftliche und sprachliche Begabungen zusammen in einer Klasse gefördert, es gibt jedoch Differenzierungen im Raum des Wahlpflichtfaches (Japanisch oder MINT) ab der siebten Klasse und im Rahmen des Additums.
- Die Verkürzung der Schulzeit in der Mittelstufe um ein Schuljahr durch das BEGYS-Modell (Begabtenförderung am Gymnasium mit Schulzeitverkürzung). Somit wird die Mittelstufe von vier Jahren auf drei Jahre zusammengefasst, rechnerisch die 9. Schulklasse übersprungen und das Abitur im März mit der 13. Klasse (wie in Rheinland-Pfalz üblich) abgeschlossen.

Von Außenstehenden wird oft eingewendet, dass zu wenig Zeit für außerschulische Aktivitäten bestünde, weil die Schulzeit nach der 10. Stunde erst um 16:15 Uhr endet. Hier ist aber zu berücksichtigen, dass die Nachmittagsangebote in der Regel nicht als zusätzlicher Unterricht der normalen Schulfächer ablaufen, sondern dort zusätzliche Angebote zur intellektuellen Bereicherung und zumeist in den Interessengebieten der Schüler angeboten werden. Es gibt beispielsweise Theater, Comiczeichnen (Mangas), Projekte im Bereich MINT, Latein, Spanisch oder Japanisch, Astrophysik, Schach, Bläserensemble usw.
Es können zusätzlich Wahlpflichtfächer wie Japanisch oder JIA ab Klasse 7 belegt werden.
Die Teilnahme wird daher vielfach wie die Ausübung eines Hobbys im Verein oder in der Freizeit wahrgenommen. Außerdem werden die Hausaufgaben überwiegend bereits im Silentium, d. h. in einer von pädagogischem Personal betreuten Arbeitszeit nach der Mittagspause erledigt. Daher hat ein Großteil der Schüler des Hochbegabtenzweiges weitere, regelmäßige Termine für Hobbys (Sport, Musik etc.) nach dem offiziellen Schulende um 16:15 Uhr im Umfeld des Internats oder an ihren Heimatorten.
Außerdem ist einmal pro Woche ein LaaL (Lernen am anderen Lernort) möglich, dass es den Schülern ermöglicht, zur Additazeit außerhalb der Schule z. B. HSU oder Sportunterricht zu nehmen.

## Ehemalige Schüler
Unter den Absolventen des Heinrich-Heine-Gymnasiums finden sich einige bekannte Schüler und Sportler, darunter:
- Pascal Ackermann (* 1994), Radsport
- Wojtek Czyz (* 1980), Leichtathletik
- Jan van Eijden (* 1976), Radsport
- Steffen Fetzner (* 1968), Tischtennis
- Joelle Franzmann (* 1978), Triathlon
- Florian Fromlowitz (* 1986), Fußball
- Pauline Grabosch (* 1998), Radsport
- Daniel Halfar (* 1988), Fußball
- Alina Hammes (* 1992), Badminton
- Fabian Hammes (* 1988), Badminton
- Philip Hindes (* 1992), Radsport
- Emma Hinze (* 1997), Radsport
- Kai Hundertmarck (* 1969), Radsport
- Lisa Klein (* 1996), Radsport
- Matthias Krieger (* 1984), Judo
- Natalia Kubin (* 1993), Judo
- Patrik Kühnen (* 1966), Tennis
- Jasmin Külbs (* 1991), Judo
- Jan May (* 1995), Radsport
- Silke Meier (* 1968), Tennis
- Willi Orban (* 1992), Fußball
- Axel Roos (* 1964), Fußball
- Sean Patrick Saßmannshausen (* 1971), Wirtschaftswissenschaftler
- Guido Schänzler (* 1965), Badminton
- Fabian Schönheim (* 1987), Fußball
- Nicklas Shipnoski (* 1998), Fußball
- Stefan Steinweg (* 1969), Radsport
- Kevin Trapp (* 1990), Fußball
- Domenic Weinstein (* 1994), Radsport
- Miriam Welte (* 1986), Radsport
- Alexander Wieczerzak (* 1991), Judo
- Jean Zimmer (* 1993), Fußball